# Irada Zeïnalova
Irada Avtandilovna Zeïnalova (Ира́да Автанди́ловна Зейна́лова), née le 20 février 1972 à Moscou, est une journaliste russe, correspondante, présentatrice de télévision. Elle est l'auteur et la présentatrice de l'émission Itogui nedeli («Итоги недели», Résultats de la semaine) sur NTV (depuis 2016). Elle est directrice artistique et des informations de la principale rédaction des programmes d'information et de divertissement de la direction de l'information de la société de télévision NTV.
Elle a dirigé de 2012 à 2016 sur la Première chaîne russe (Perviy Kanal), l'émission dominicale Vremia (Le Temps), et a été la correspondante principale du bureau de Perviy Kanal à Londres et à Tel-Aviv. Elle est membre de l'Académie russe de télévision et la sœur aînée de la journaliste Svetlana Zeïnalova. 

## Biographie
Elle naît à Moscou en 1972 au sein d'une famille mixte. Son père, Avtandil Issabalievitch Zeïnalov, est un Azéri originaire de la République socialiste soviétique d'Azerbaïdjan, et sa mère, Galina Alexandrovna, est russe. Elle a une sœur cadette (née en 1977), Svetlana, qui deviendra journaliste également.
Elle étudie à l'école n° 61 de Moscou. Elle termine en 1995 l'université d'État de technologie Tsiolkovski dans la spécialité ingénieur-technologue des matériaux en poudre et des revêtements de protection obtenus par solidification à grande vitesse des masses fondues. Elle fait ensuite un stage aux États-Unis.
Elle entre à la télévision russe en 1997. Elle travaille d'abord comme rédactrice à l'émission Vesti sur RTR et en même temps, elle est traductrice de l'anglais vers le russe. Elle prend part à la construction du studio de Vesti en tant que traductrice de l'équipe des ouvriers néerlandais. Elle est correspondante de 2000 à 2003 de Vesti et de Vesti nedeli. Elle est présente sur les ondes le jour de la prise d'otages et l'acte terroriste tchétchène du théâtre de la Doubrovka en octobre 2002. Elle quitte la chaîne Rossiya en avril 2003.
De 2003 à 2016, Irada Zeïnalova travaille pour la chaîne Perviy Kanal. Elle est d'abord jusqu'en 2007 correspondante pour les émissions d'information Novosti (Nouvelles), Vremia (Le Temps) et Drouguye novosti (Autres nouvelles). C'est elle qui fait le reportage du jour de l'explosion terroriste dans le métro de Moscou le 6 février 2004 et des attentats du 29 mars 2010 dans le métro de Moscou, ainsi que les jours de la prise d'otages par les terroristes islamistes à Beslan à la rentrée scolaire de septembre 2004, et le jour de l'accident du réseau électrique de Moscou le 25 mai 2005, ainsi que le jour de la finale du Coupe du monde de football 2006 en Allemagne.
Elle couvre les jeux olympiques d'hiver de 2006 à Turin, et les jeux olympiques de 2012 à Londres, puis les jeux olympiques d'hiver de Sotchi en 2014 dans l'équipe de Perviy Kanal.
Elle est lauréate du prix de télévision TEFI 2006 dans la catégorie «personnalités» dans la nomination du «meilleur reporter» (pour son cycle d'émissions «Les moments d'or des jeux olympiques») ; elle est récipiendaire de la médaille de l'ordre du mérite pour la Patrie («За заслуги перед Отечеством») de 2e classe en 2006.
De 2007 à 2010, elle dirige le bureau de Perviy Kanal à Londres. En 2010-2011, elle travaille à Moscou. De mars 2011 à juin 2012, elle dirige le bureau de Perviy Kanal à Tel-Aviv.
Du 9 septembre 2012 au 10 juillet 2016, elle présente l'émission dominicale «Время» (Vremia, Le Temps). Le 7 décembre 2012, Irada Zeïnalova prend part à l'émission annuelle Conversation avec Dmitri Medvedev (de 2012 à 2015 en tant que journaliste de Perviy Kanal, à partir de 2016, comme collaboratrice de NTV).
En juillet 2014, elle participe à la diffusion de l'affaire mensongère de l'enfant crucifié. Le 21 décembre de la même année, Irada Zeïnalova déclare pendant l'émission Vremia que «les journalistes n'avaient pas et n'ont pas de preuves de cette tragédie, mais c'est l'histoire vraie d'une femme réelle qui s'est échappée de l'enfer à Slaviansk»,.
En août 2014, Irada Zeïnalova est inscrite à la liste des personnalités sanctionnées par l'Ukraine à cause de ses positions touchant à l'annexion de la Crimée par la Russie.
L'on apprend en novembre 2016 que la journaliste quitte Perviy Kanal pour NTV,,. Elle commence le 4 décembre 2016 à tenir l'analyse de l'information à l'émission dominicale Itogui nedeli. En plus de la présentation de cette émission en studio, Irada Zeïnalova prépare des reportages et fait des interviews avec des personnalités en rapport avec les informations de la semaine,.
Le 21 juillet 2017, elle dirige l'émission Conversation adulte avec Vladimir Poutine avec Egor Kolyvanov et Sergueï Maloziomov.

## Famille
Son premier mari est le journaliste Alexeï Samoliotov, dont elle a un fils, Timour. Le couple divorce en octobre 2015,, après vingt ans d'union.
Elle épouse en secondes noces le 16 décembre 2016 le correspondant de guerre Alexandre Evstigneïev, employé à Perviy Kanal de 2007 à 2017, et travaillant aujourd'hui à Rossiya 1 à la VGTRK,.

## Source de la traduction
- (ru) Cet article est partiellement ou en totalité issu de l’article de Wikipédia en russe intitulé « Зейналова, Ирада Автандиловна » (voir la liste des auteurs).